# Nazionale maschile under 18 di pallacanestro del Camerun
La nazionale di pallacanestro camerunese Under-18 è una selezione giovanile della nazionale camerunese di pallacanestro, ed è rappresentata dai migliori giocatori di nazionalità camerunese di età non superiore ai 18 anni.
Partecipa a tutte le manifestazioni internazionali giovanili di pallacanestro per nazioni gestite dalla FIBA.

## Partecipazioni

### FIBA AfroBasket Under-18
- 1990 -  3°
- 1994 - 4°
- 2004 -  2°